# Pseudotrillium rivale

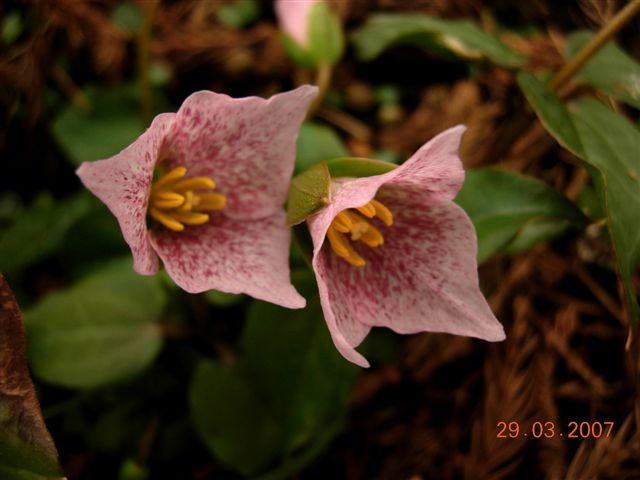
Kwiat kultywaru Pseudotrillium rivale 'Verne Ahiers'

Pseudotrillium rivale (S.Watson) S.B.Farmer – gatunek ziemnopączkowych roślin zielnych z monotypowego rodzaju Pseudotrillium z rodziny melantkowatych, endemiczny dla łańcucha Klamath-Siskiyou Gór Nadbrzeżnych w południowo-wschodnim Oregonie i północno-zachodniej Kalifornii w Stanach Zjednoczonych. Rośliny z tego gatunku zasiedlają kamieniste, zacienione zbocza górskie porastane przez lasy sosnowe. Często występują w pobliżu kamienistych brzegów strumieni oraz na glebach serpentynitowych. 

## Charakterystyka
Przed 2002 rokiem gatunek ten zaliczany był do rodzaju trójlist. Został wyodrębniony na podstawie wyników badań filogenetycznych. Od przedstawicieli tego rodzaju różnią go również drobne cechy morfologiczne, jak drobne plamki na płatkach korony oraz sercowate blaszki liściowe ze srebrnawym użyłkowaniem. Rośliny te są geofitami ryzomowymi, osiągającymi wysokość 20 cm. Trzy przysadki, położone w okółku, mają kształt lancetowaty i osiągają długość 11 cm. Kwiaty wyrastają na szypułkach. Okwiat podwójny, złożony z trzech zielonych działek kielicha i 3 białych płatków korony z różowymi plamkami, osiągających rozmiary 3×2 cm. 

## Systematyka
Zgodnie z badaniami filogenetycznymi rodzaj Pseudotrillium jest kladem bazalnym podrodziny Parideae, według Angiosperm Phylogeny Website (aktualizowany system APG IV z 2016) wyróżnionej w rodzinie melantkowatych (Melanthiaceae), należącej do rzędu liliowców (Liliales) zaliczanych do jednoliściennych (monocots).

## Zastosowanie
Pseudotrillium rivale (ang. brook wakerobin) jest rośliną uprawianą w ogrodach jako roślina ozdobna. Istnieje wiele kultywarów tego gatunku:
- 'Purple Heart', o białych płatkach z purpurową nasadą,
- 'Del Norte', o srebrnym użyłkowaniu liści i sercowatych płatkach,
- 'Verne Ahiers', o różowych płatkach z purpurowymi plamkami,
- 'Wayne Roderick’s form', o czystobiałych, dużych kwiatach,
- 'Winifred Murray', o dużych, różowych kwiatach z niewielką liczbą plamek,
- 'Anne McClements', o znacznie plamistych liściach i białych płatkach z różowymi brzegami i nerwacją,
- 'Gunnar', o ciemnych liściach z białym użyłkowaniem.